# 芒特希伯倫 (馬歇爾縣)
芒特希伯倫（英語：Mount Hebron）是一個位於美國阿拉巴馬州馬歇爾縣的非建制地區。該地的面積和人口皆未知。

## 地理
芒特希伯倫的座標為34°08′32″N 86°17′22″W / 34.14222°N 86.28944°W，而該地的平均海拔高度為268米（即879英尺）。